# Athetis glaucopis
Athetis glaucopis är en fjärilsart som beskrevs av George Thomas Bethune-Baker 1911. Athetis glaucopis ingår i släktet Athetis och familjen nattflyn. Inga underarter finns listade i Catalogue of Life.